# Traverella promifrons
Traverella promifrons är en dagsländeart som beskrevs av Lugo-ortiz och Mccafferty 1996. Traverella promifrons ingår i släktet Traverella och familjen starrdagsländor. Inga underarter finns listade i Catalogue of Life.